# Bound for Glory (2005)
Bound for Glory 2005 est un PPV de catch présenté par la Total Nonstop Action Wrestling. Ce PPV s'est déroulé le 23 octobre 2005 au Universal Orlando Resort de Orlando, Floride. Il s'agit du premier Bound for Glory, évènement est le plus important de la TNA.

## Contexte
Les spectacles de la Total Nonstop Action Wrestling en paiement à la séance sont constitués de matchs aux résultats prédéterminés par les scénaristes de la TNA. Ces rencontres sont justifiées par des storylines - une rivalité avec un catcheur, la plupart du temps - ou par des qualifications survenues dans les émissions de la TNA telles que TNA Xplosion et TNA Impact!. Tous les catcheurs possèdent un gimmick, c'est-à-dire qu'ils incarnent un personnage face (gentil), heel (méchant) ou tweener (neutre, apprécié du public), qui évolue au fil des rencontres. Un pay-per-view comme Bound for Glory est donc un évènement tournant pour les différentes storylines en cours.

## Matchs et résultats
Résultats :
- Dark match : Sonjay Dutt def. Alex Shelley, Austin Aries et Roderick Strong dans un Fatal Four-Way match (12:07)
  - Dutt a effectué le tombé sur Strong après un Bombay rana.
- Samoa Joe def. Jushin Liger (7:27)
  - Joe a fait abandonner Liger avec la Coquina Clutch.
- The Diamonds in the Rough (Simon Diamond, David Young et Elix Skipper) def. Apolo, Sonny Siaki and Shark Boy (7:03)
  - Young a effectué le tombé sur Siaki après un Spinebuster.
- Monty Brown def. Lance Hoyt (6:29)
  - Brown a effectué le tombé sur Hoyt après un Pounce.
- Team Canada (Bobby Roode, Eric Young et A-1) avec Coach D'Amore def. 3Live Kru (Konnan, Ron Killings et B.G. James) (6:08)
  - Roode a effectué le tombé sur James après l'avoir frappé avec une crosse de hockey.
  - Après le match, Team Canada continua d'attaquer le 3Live Kru jusqu'à l'intervention de Kip James.
- Petey Williams def. Chris Sabin et Matt Bentley (avec Traci) dans un Ultimate X match (13:13)
  - Williams remporta le match en rattrapant le X qui était tombé, pour devenir le challenger numéro 1 au TNA X Division Championship.
  - Ce match a été entaché par des problèmes techniques (le X ne tenait pas en place), un rematch a donc été programmé lors du TNA iMPACT! spécial du 3 novembre 2005.
- America's Most Wanted (Chris Harris et James Storm) def. The Naturals (Chase Stevens et Andy Douglas) pour conserver le NWA World Tag Team Championship (10:37)
  - Storm a effectué le tombé sur Stevens après un Death Sentence.
- Rhino def. Abyss (avec James Mitchell), Sabu et Jeff Hardy dans un Monster's Ball match (12:20)
  - Rhino a effectué le tombé sur Hardy après Rhino Driver.
- A.J. Styles def. Christopher Daniels 1-0 dans un Iron Man match pour conserver le TNA X Division Championship (30:00)
  - Styles a effectué l'unique tombé du match sur Daniels après un Styles Clash à deux secondes du terme.
- Rhino remporta un 10-man Gauntlet for the Gold (14:12)
  - Ont participé au match : Samoa Joe, Ron Killings, Sabu, Lance Hoyt, Abyss, Jeff Hardy, Monty Brown, Rhino, Kip James, et A.J. Styles.
  - Rhino a éliminé en dernier Abyss pour devenir challenger immédiat au NWA World Heavyweight Championship.
- Rhino def. Jeff Jarrett (avec Gail Kim) dans un match arbitré par Tito Ortiz pour remporter le NWA World Heavyweight Championship (5:30)
  - Rhino a effectué le tombé sur Jarrett après un Gore.
  - Après le match, les America's Most Wanted sont venus attaquer Rhino avec Jarrett. Bound for Glory 2005 se termine en bagarre générale avec les interventions de 3Live Kru, Team Canada et Team 3D.